# Cruel Summer (Taylor Swift-dal)
A Cruel Summer Taylor Swift amerikai énekesnő-dalszerző dala hetedik stúdióalbumáról, a Loverről (2019). Swift, Jack Antonoff és St. Vincent szerezték a dalt. A Cruel Summer szintipop, indusztriális pop és elektropop dal, amely szintetizátorokból, „billegő” ütemekből és vocoderekkel manipulált énekhangból áll. A dalszöveg egy fájdalmas nyár intenzív romantikájáról szól.
Amikor a Cruel Summer először megjelent a Lover albumszámaként, a zenekritikusok dicsérték a dalt dallamos kompozíciója és fülbemászó hangzása miatt. Sokan az album csúcspontjának és Swift egyik legjobb dalának tartották. A Cruel Summer 2019-ben debütált a különböző kislemezlisták első harminc helyén, és idővel a rajongók egyik kedvencé vált, ami arra késztette a Swiftie-ket és a kiadványokat, hogy megkérdőjelezték, miért nem adta ki Swift a számot kislemezként. Miután 2023-ban a dal felkerült az énekesnő hatodik koncertkörútja, a The Eras Tour dallistájára, a Cruel Summer elkezdett terjedni a közösségi médiában is, így a Republic Records 2023. június 13-án kiadta kislemezként.
Az Egyesült Államokban a kislemez a Billboard Hot 100 élére került, és segített Swiftnek, hogy a Pop Airplay és az Adult Pop Airplay rádióslágerlisták első számú szólóelőadójává váljon. Ausztráliában, Kanadában, a Fülöp-szigeteken és Szingapúrban a Billboard Global 200 és a kislemezlisták élére került. 2023-ban ez volt a hetedik legtöbbet streamelt dal világszerte, és felkerült a Rolling Stone minden idők 500 legjobb dala 2024-es kiadására.

## Fordítás
Ez a szócikk részben vagy egészben  a   Cruel Summer (Taylor Swift song) című angol Wikipédia-szócikk ezen változatának fordításán alapul.  Az eredeti cikk szerkesztőit annak laptörténete sorolja fel. Ez a jelzés csupán a megfogalmazás eredetét és a szerzői jogokat jelzi, nem szolgál a cikkben szereplő információk forrásmegjelöléseként.